# Язон (полуостров)
Язон (на английски: Jason Peninsula) е полуостров в източната част на Антарктическия полуостров, Земя Греъм. Простира се на 78 km от купола Медеа запад до нос Фрамнес на изток в пределите на шелфовия ледник Ларсен. Бреговата му линия е силно разчленена от множество по-малки заливи и полуострови. Релефът му е предимно планински.
На 1 декември 1893 г. норвежкият полярен изследовател Карл Антон Ларсен изследвайки източното крайбрежие на Земя Греъм далеч на юг забелязва висок връх, който наименува Маунт Джейсън. През 1902 г. шведският полярен изследовател Ото Норденшелд доизяснява географската ситуация в района на базата на извършените топографски дейности, но чак през 1955 г. се установява окончателно, че тази част от Антарктическия полуостров представлява дълъг и тесен планински полуостров със силно разчленена брегова линия.